# Dendrobium papilio
Dendrobium papilio là một loài thực vật có hoa trong họ Lan. Loài này được Loher mô tả khoa học đầu tiên năm 1897.